# Château de Chantemerle
Pour les articles homonymes, voir Château de la Bâtie et Chantemerle.
Le château de Chantemerle ou château de La Bathie, dit également château de Saint-Didier, est un ancien château fort, du XIIe siècle, centre de la châtellenie archiépiscopale de La Bâthie, résidence d'été des archevêques de Tarentaise, dont les ruines se dressent sur la commune de La Bâthie dans le département de la Savoie en région Auvergne-Rhône-Alpes.

## Situation
Les ruines du château de Chantemerle sont situées dans le département français de la Savoie sur la commune de La Bâthie, au nord, à l'extrémité d'une crête rocheuse, dominant le hameau de Chantemerle et la vallée de l'Isère.
La position stratégique du château permettait d'observer la partie basse de la vallée de l'Isère, s'étendant entre Tours-en-Savoie, en aval, et la Roche-Cevins, en amont, et contrôlant ainsi l'accès à la Tarentaise.

## Histoire

### Période médiévale
En 996, Rodolphe III de Bourgogne remet aux archevêques de Tarentaise leur diocèse au titre de fief comtal (« Charte de Rodolphe III »). Toutefois ce document ne précise aucun lieu de Tarentaise relevant directement du chef de l'Église de Tarentaise. Les bulles papales confirmant les possessions de l'archevêque ne mentionnent pas Saint-Didier. L'ancienne paroisse de Saint-Didier prend le nom de La Bâthie, forme latine Bastia, que dans un document de 1287. La première mention de Saint-Didier est la Bulle d'or, édictée par l'empereur Frédéric Barberousse, le 4 mai 1186, cite,. La charte est confirmée dix ans plus tard, par le successeur et fils de Frédéric Barberousse.
Au cours du XIIIe siècle, les tensions entre les archevêques de Tarentaise et les comtes de Savoie s'accentuent. Ces derniers prennent peu à peu le contrôle de Conflans et de sa forteresse, qui contrôle l'accès à la vallée de la Tarentaise. Il semble, selon l'archiviste paléographe Jacqueline Roubert, que c'est au cours de cette période que l'archevêque Rodolphe Grossi fait édifier le château. Il peut être ainsi considéré « une position de recul » avec la perte de Conflans. Jacqueline Roubert précise que « celui-ci peut être daté par sa structure du milieu du XIIIe siècle », citant notamment les travaux de Louis Blondel.
Cette bâtie devient le centre d'une châtellenie archiépiscopale appartenant aux archevêques-comtes Tarentaise. Elle comprenait Beaufort, Saint-Vital, Blay, Saint-Paul, auquel Cléry fut rattaché.
Un conflit entre le comte de Savoie et l'archevêque éclata autour de droits que tous deux avaient sur le secteur de Cléry. Ainsi l'archevêque, désireux d'asseoir son autorité sur ce territoire et se considérant comme menacé par les avancées comtales, prit la décision d'ériger le château de la Bâthie, en basse Tarentaise, autour duquel il réorganisa entièrement une châtellenie. Il en profita également pour rattacher Cléry à cette nouvelle châtellenie archiépiscopale pour les hommes et les biens dépendant de lui.

### Période moderne
L'amélioration des techniques de sièges et des armes à feu entraina une réorganisation de l'espace ; nouvelles entrées, transformation des meurtrières en fenêtres, destruction des mâchicoulis ; ces remaniements réalisés en briques contrastent avec les matériaux employés pour la construction primitive.
En 1423, Jean V de Bertrand reconnaît le tenir en fief, le cardinal Jean d'Arces en fait de même en 1454.

### Période contemporaine
À la Révolution, il est déclaré bien national. Le département l'a acquis en 1988, consolidé et éclairé à l'occasion des Jeux Olympiques d'Hiver de 1992 ; dispositif d'éclairage aujourd'hui complètement vandalisé.

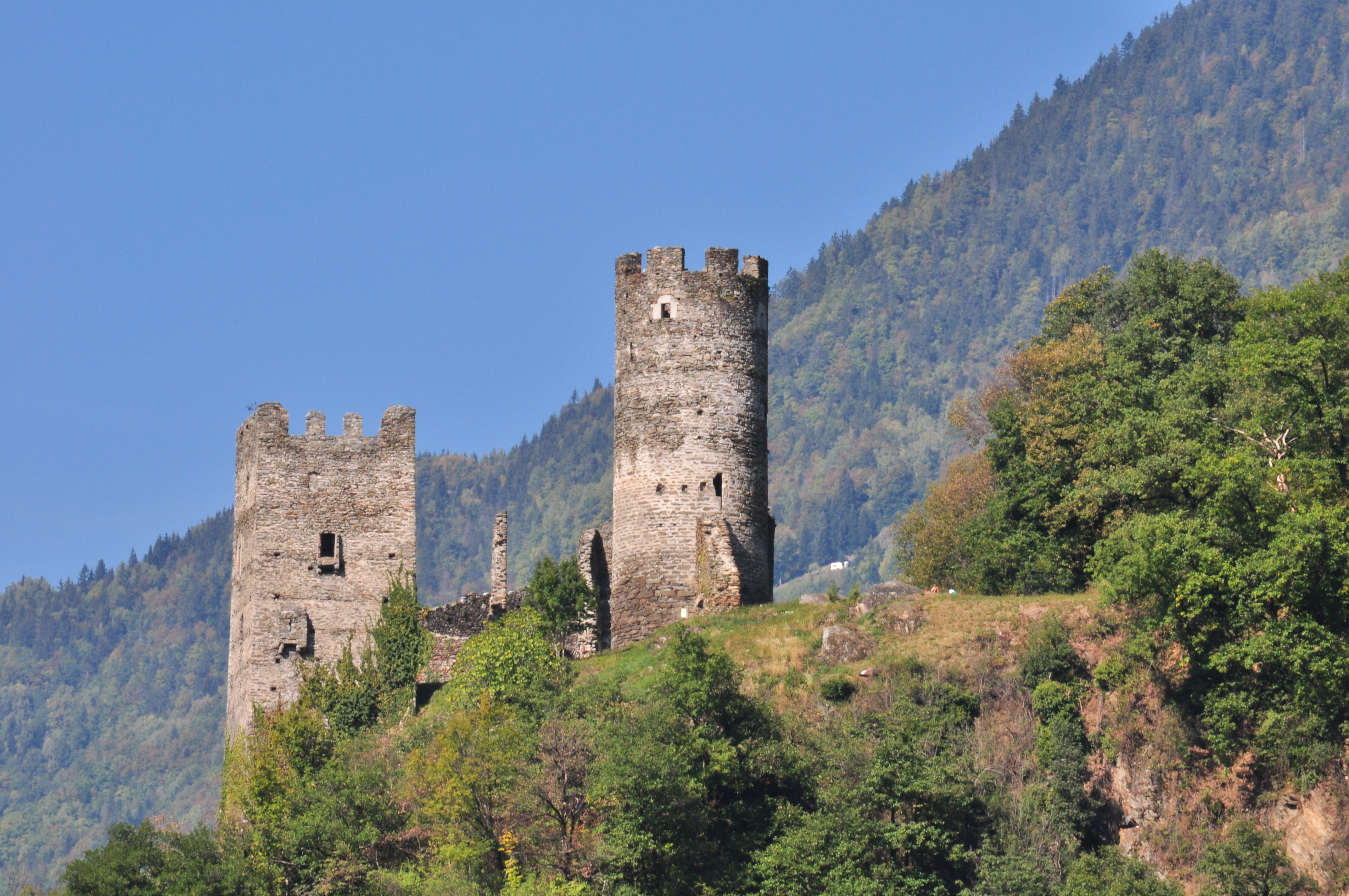
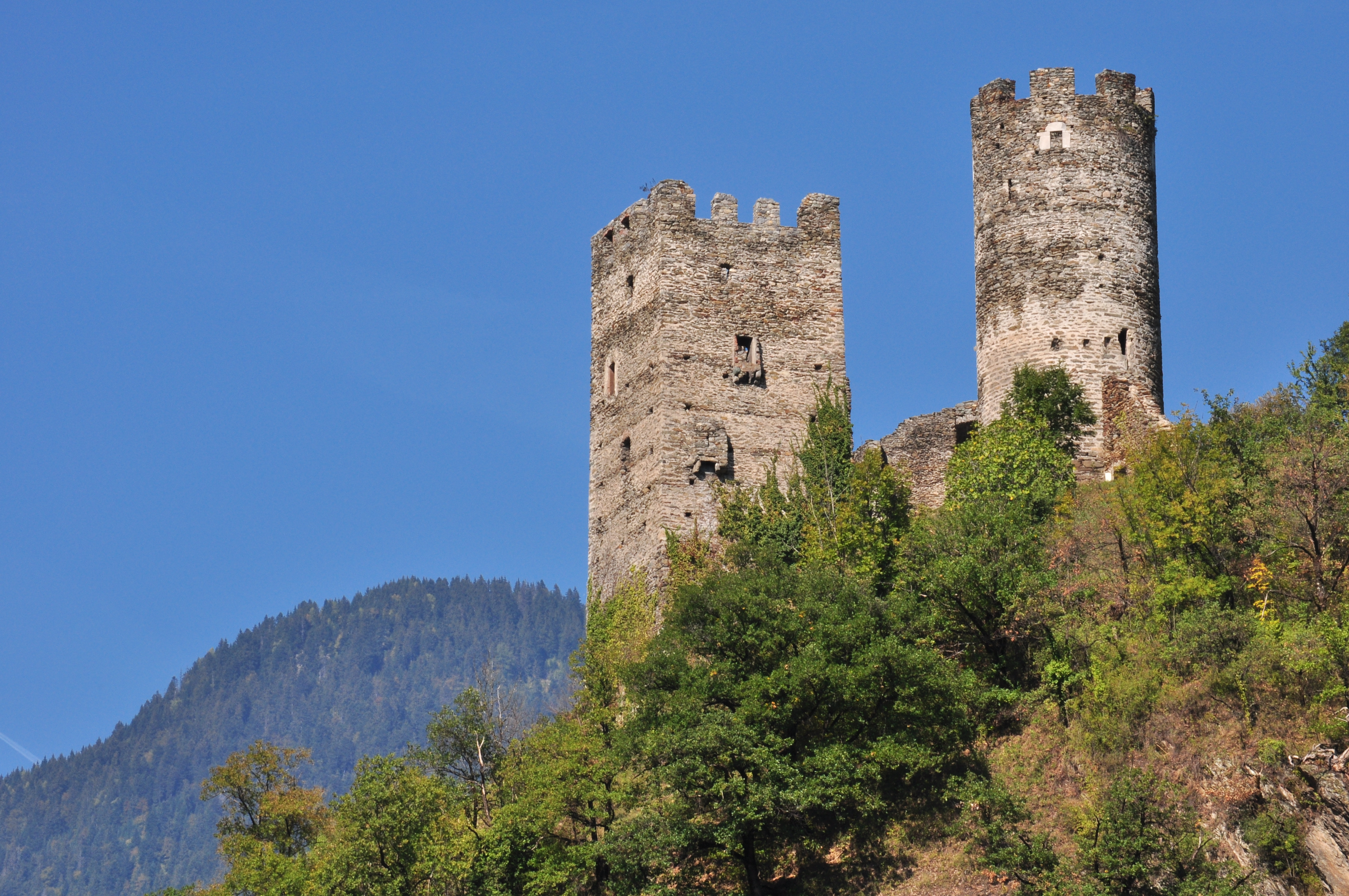
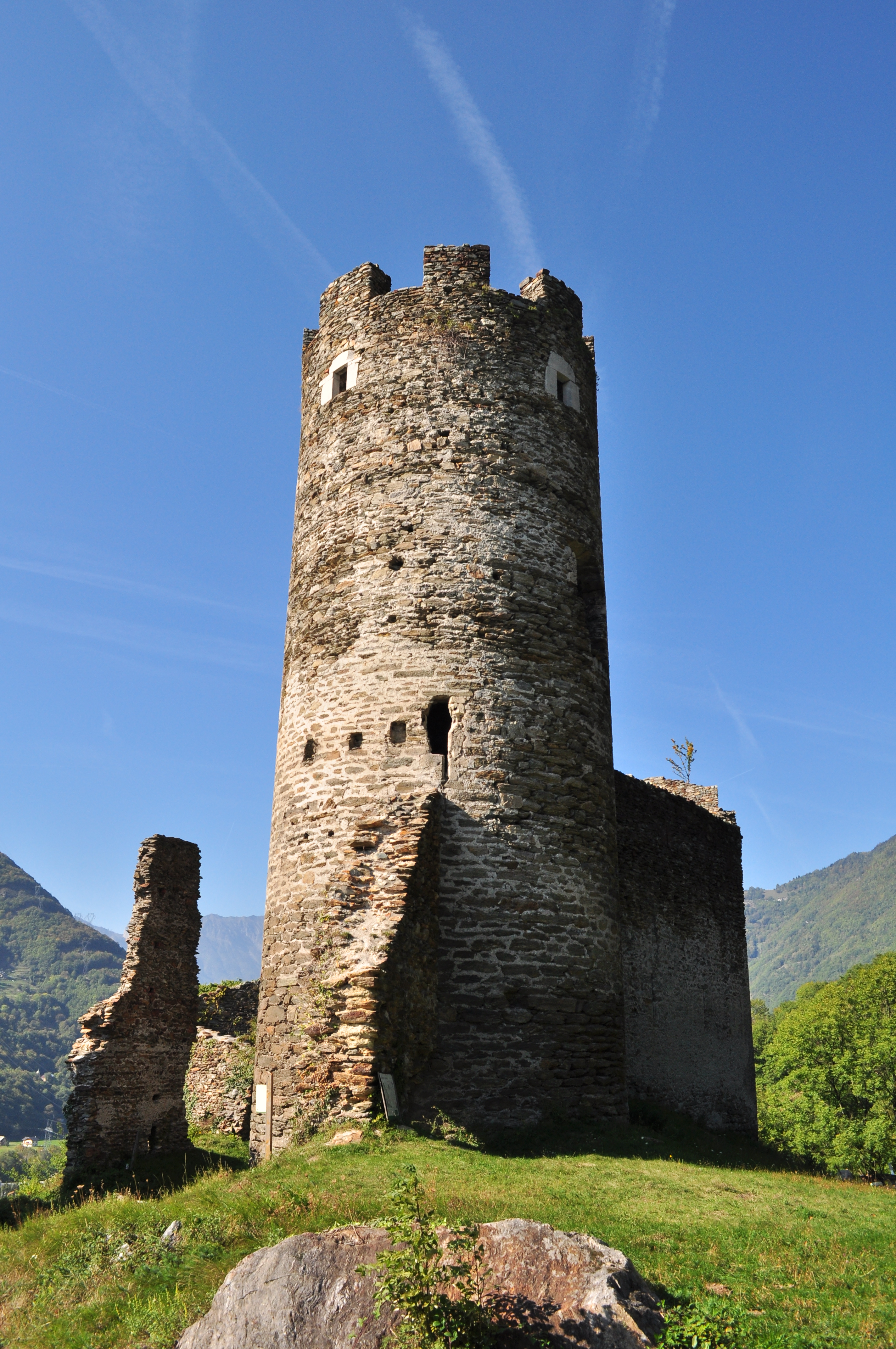
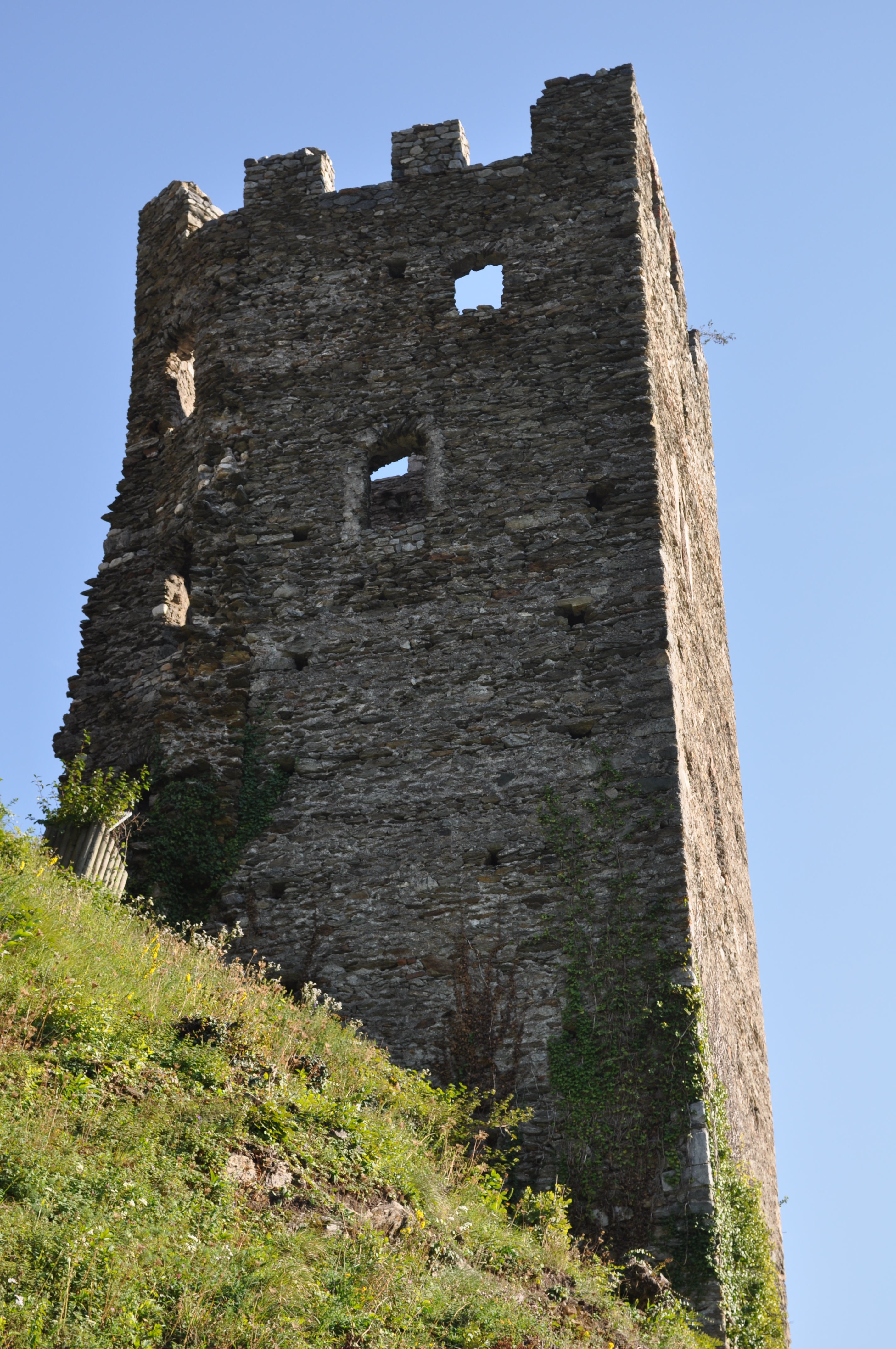

## Description
L'ensemble des bâtiments date de la fin du XIIe siècle et du début XIIIe siècle. Le château a été tant une forteresse qu'une résidence de plaisance pour les archevêques-comtes.
Le château de Chantemerle se présente sous la forme d'une enceinte polygonale irrégulière que commande une tour maîtresse cylindrique à archères du XIIIe siècle, et d'une tour carrée du XIVe siècle située un peu en contrebas.
Le donjon circulaire de 8,50 mètres de diamètre, construit côté aval, est haut de 22 mètres. Le mur en petit appareil irrégulier est constitué de moellons noyé de mortier et a une épaisseur de 2,65 mètres à sa base. Il est divisé en cinq niveaux planchéiés. Le dernier est le seul à être éclairé, les autres sont percés d'archères à niche. À son sommet une plate-forme, que supporte une voûte, est garnie d'un parapet crénelé. On accède au donjon par une porte située à 9 mètres de hauteur, percée au premier étage et donnant sur la cour. Cette porte était protégée de l'extérieur par un volet en bois se mouvant sur deux tourillons posés sur des corbeaux placés au-dessus de la baie.
Un peu en contrebas, se dresse une tour flanquante, de plan carrée, placée en avant et rattachée au château par un angle. Habitable, faite du même matériau que le donjon, mesurant 8,50 mètres de côté, elle est divisée comme ce dernier en cinq niveaux planchéiés, éclairés par des fenêtres rectangulaires. Fortement talutée à sa base, ses murs sont hauts de 22,80 mètres et ont 1,55 mètre d'épaisseur.
Différents logis appuyés aux rempart, sont disposés autour de la cour, parmi eux, l'un devait recevoir le greffe, le prétoire, le logement du châtelain et de ses gens, et une tour-résidence de forme irrégulière, qui servit probablement d'habitation aux archevêques. Haute de quatre étages sur rez-de-chaussée. Elle comprend une cave, une cheminée à manteau avec chapiteaux sculptés, supporté par deux pieds-droits, avec des consoles hexagonales engagées et dont il subsiste aujourd'hui une console et les deux chapiteaux.

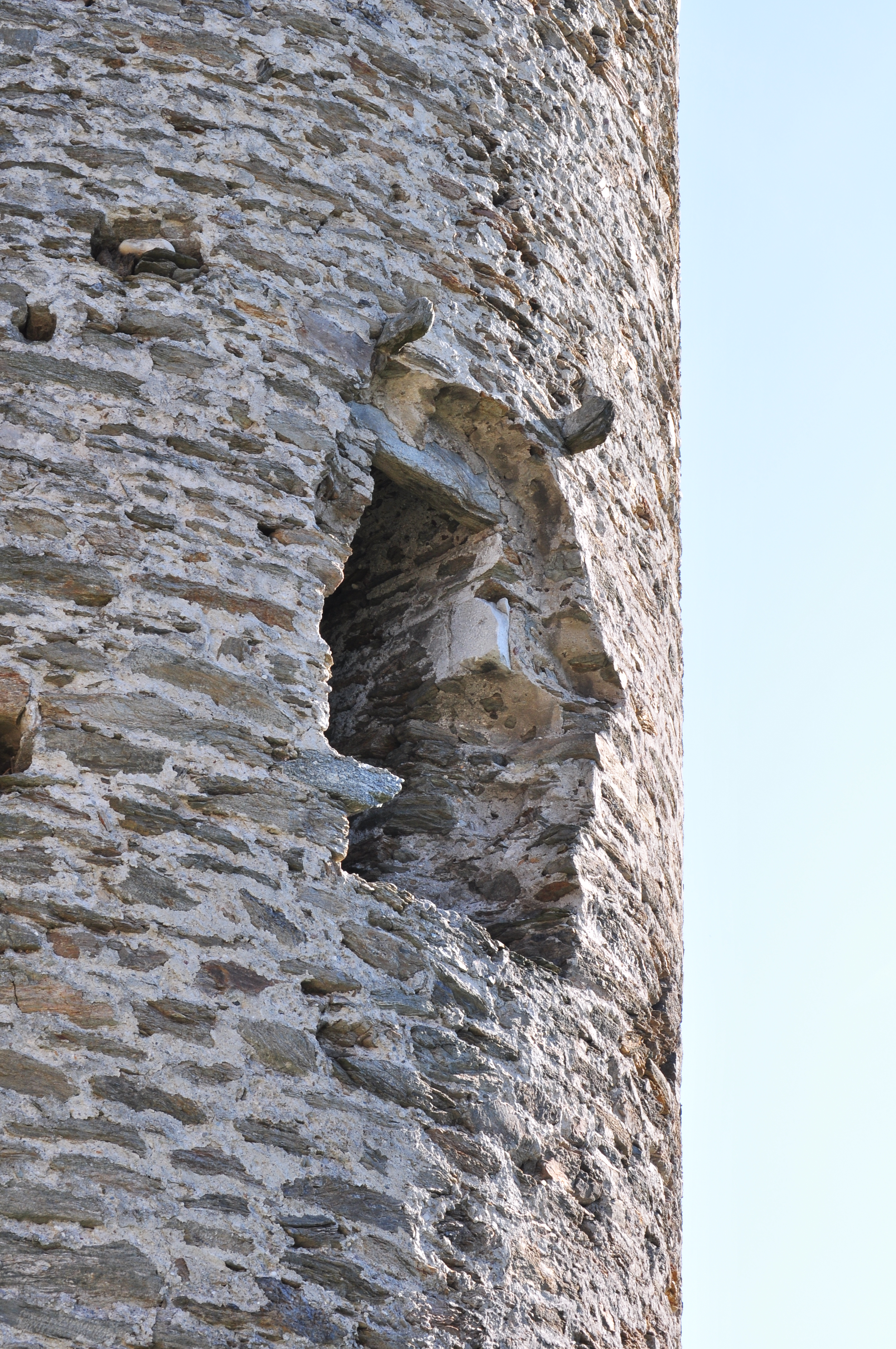
Porte d'accès au donjon
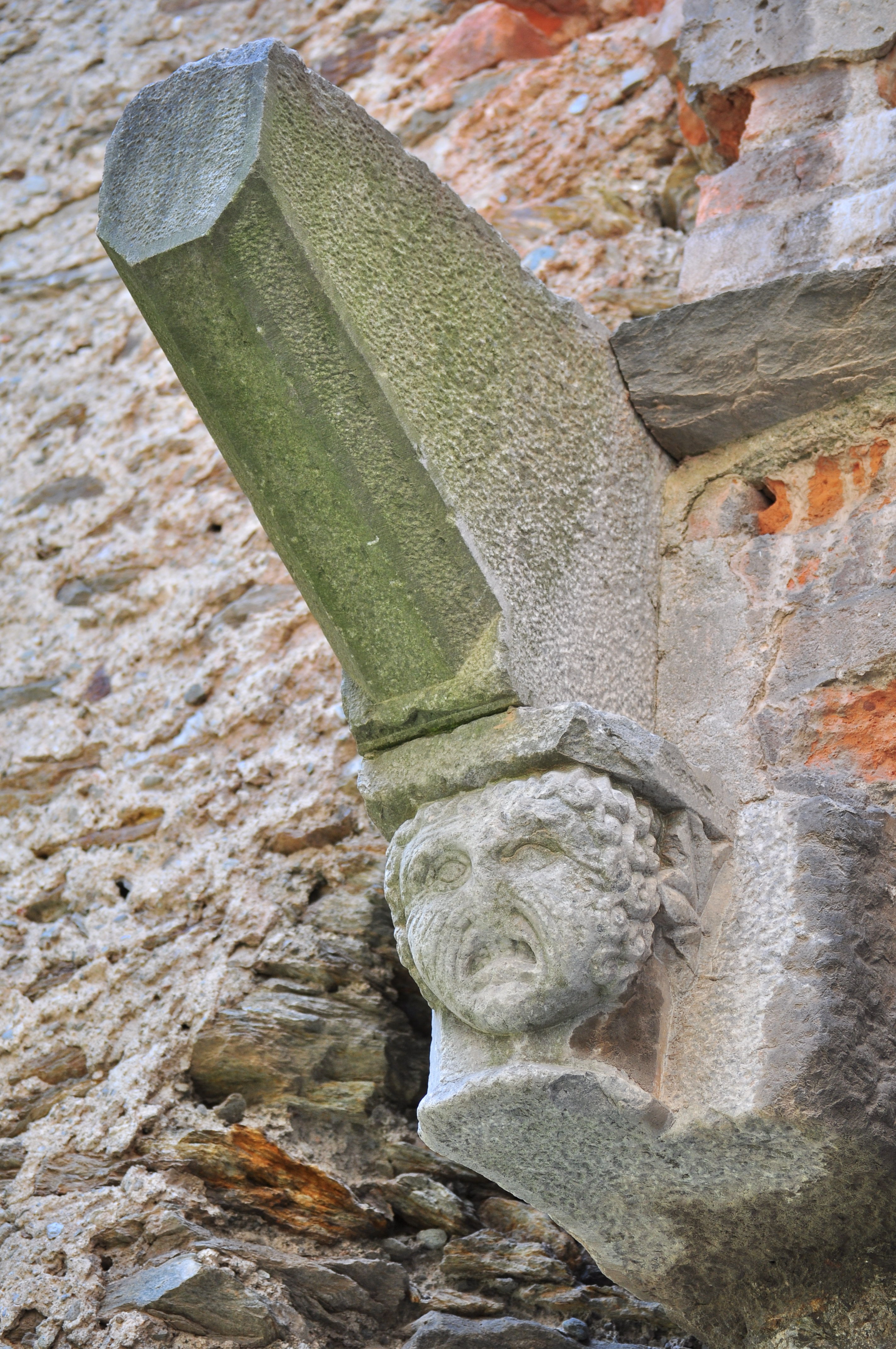
Console de la cheminée
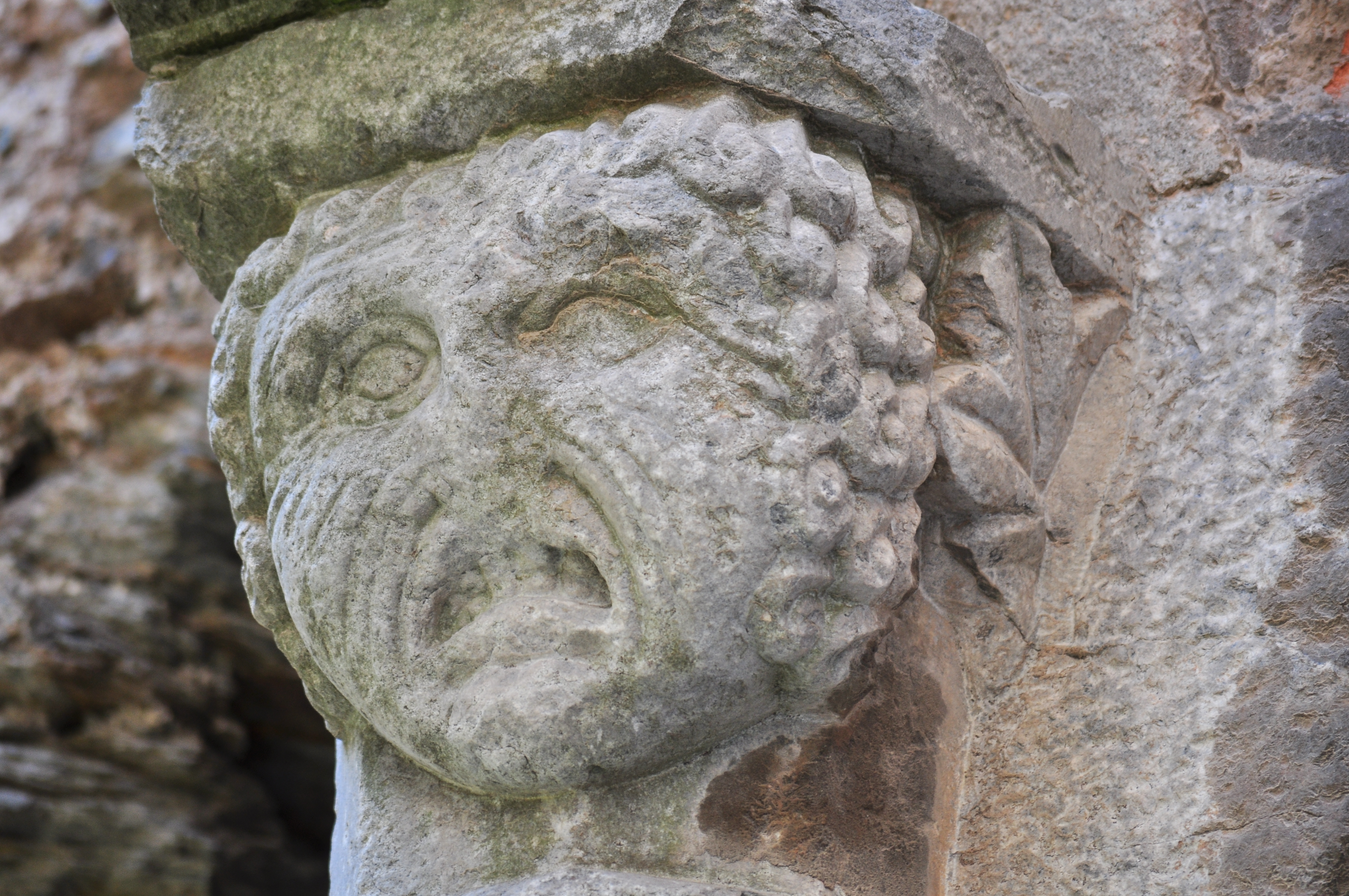
Détail des chapiteaux sculptés
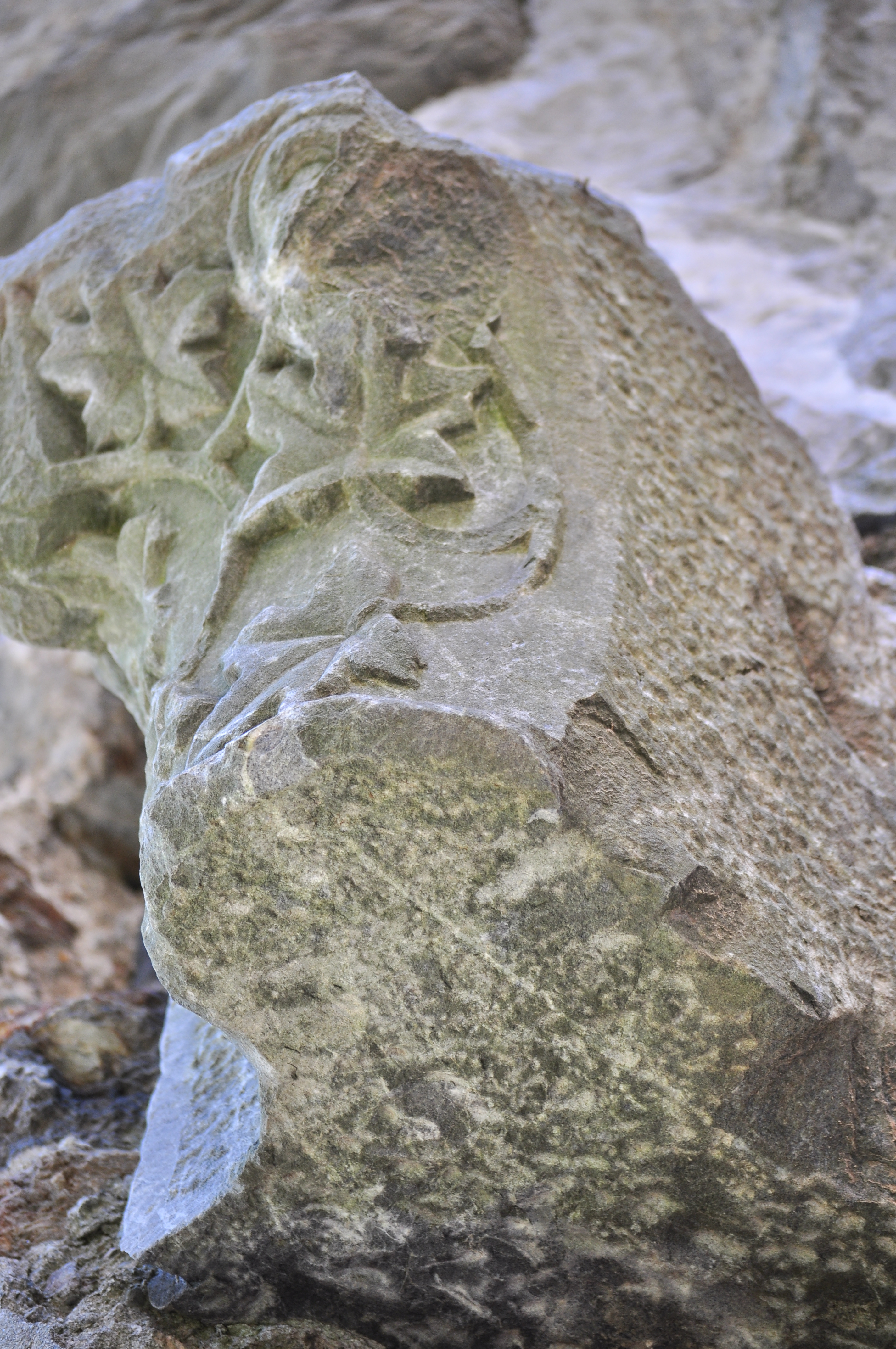
Détail des chapiteaux sculptés
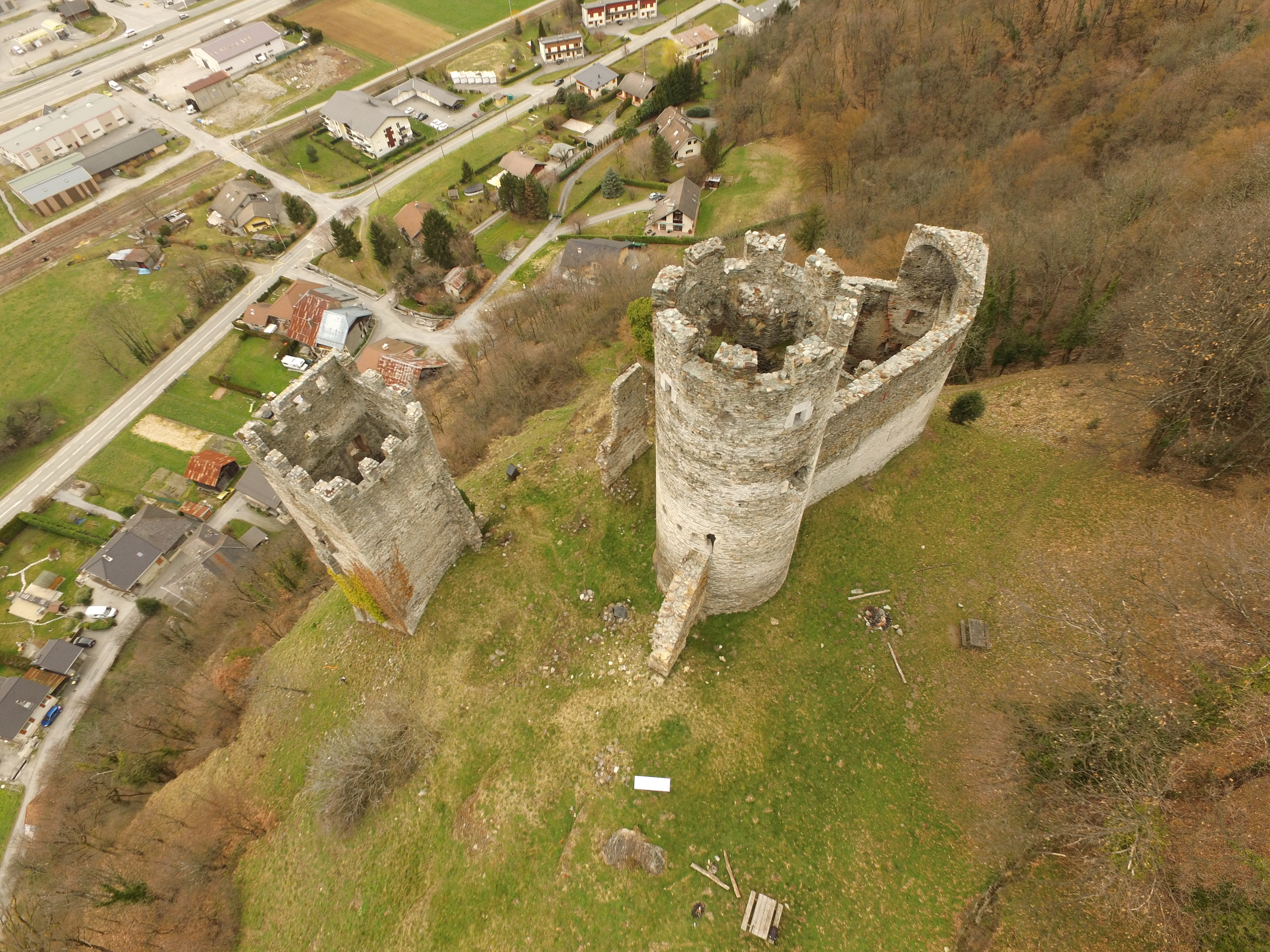
Vue aérienne